# Amándote II
Amándote II fue una secuela de la telenovela argentina Amándote del año 1988. Si bien se empezó a grabar en 1989, su estreno fue en 1990 por Telefe y fue realizada por los estudios Sonotex (Teleinde). S.A. Protagonizada por Arnaldo André y Carolina López. Coprotagonizada por Marisa Carreras, Gustavo Guillén, Chany Mallo, Julieta Ortega, Constanza Maral y Tincho Zabala. Antagonizada por Lupita Ferrer. También, contó con las actuaciones especiales de Henry Zakka, Rodolfo Machado y Gino Renni. 
Con una temática bastante similar a su antecesora, Amándote II fue una telenovela romántica. 
En esta oportunidad, fue protagonizada por la actriz venezolana Carolina López en reemplazo de Jeanette Rodríguez.

## Argumento
La historia comienza retomando el final de la primera parte. Martín (Arnaldo André) regresa a Mar del Plata junto a su amigo Paolo (Gino Renni) para tomarse unos días de descanso y tratar de superar su reciente separación de Carolina. Por otra parte su padre, Alfonso, debe recibir en su casa a su ahijada Clara Green (Carolina López) y a su hermana July (Julieta Ortega). Creyendo que eran dos nenas, Martín se sorprende al verlas tan "crecidas". Queda enamorado de Clara, con la que mantendrá idas y vueltas que al principio será una más de sus conquistas pero poco a poco la mujer irá ganando un lugar en su corazón. Sin embargo Lisette (Lupita Ferrer), un antiguo amor de Martín parece cruzarse en su camino. Entre equívocos, celos, encuentros, peleas y reconciliaciones trascurrirá el amor de Clara y Martín.
Luego entrará a tallar ciertos conflictos Nacho Arana, el primo de Martín (Gustavo Bermúdez).
La historia culmina con Clara y Martín besándose apasionadamente y casados.

## Cortina musical
La apertura del tema Amándote II fue realizada por el cantante José Luis Rodríguez "El Puma" titulado La moza.

## Elenco
- Arnaldo André ... Martín Arana
- Lupita Ferrer ... Lisette Mistral
- Carolina López ... Clara Green
- Henry Zakka ... Rubén Márquez
- Rodolfo Machado ... Alfonso Arana
- Gino Renni ... Paolo Pierroni
- Gustavo Garzón ... Max
- Silvia Kutika ... Patricia Olmos
- Marisa Carreras ... Pía
- Marcelo Dos Santos ... Christian
- Gabriel Corrado ... Sergio Arana
- Gustavo Guillén ... "Morocho" Ortiz
- Gustavo Bermúdez ... Nacho Arana
- Chany Mallo ... Carmen
- Constanza Maral ... Alegría
- Carlos Mena ... Carlos
- Francisco Nápoli ... Oscar (El mucamo)
- Julieta Ortega ... Julieta
- Lilian Rinar ... Cocó
- Patricia Sarán ... Marisa
- Tincho Zabala ... Román Arana
- Susana Romero ... Reina
- Patricia Etchegoyen ... Nina
- Ernesto Larrese ... Dorian
- Betty Villar
- Guillermo Zapata ... "Guille"
- Elizabeth Killian ... María Julia
- Liliana Simoni ... Luciana
- Humberto Serrano
- Miguel Habud ... Barman

## Datos extras
- La telenovela fue bien aceptada por la crítica, pese a no haber tenido el éxito de la primera.
- En un episodio participó el grupo Las Primas con su tema Por ese negrito.
- Fue uno de los primeros programas que puso al aire el naciente Telefe en la primera semana de marzo de 1990.
- Cuando Amándote II finalizó, fue reemplazada por El mundo de Disney con Leonardo Greco, que se mantuvo en ese horario hasta 1993 cuando se estrenó Celeste siempre Celeste.